# Durand de Troarn
Pour les articles homonymes, voir Durand.
Durand de Troarn est un moine bénédictin du XIe siècle, premier abbé de Saint-Martin de Troarn en 1059, mort le 11 février 1088. Comme théologien, il défendit le dogme de la transsubstantiation.

## Biographie
Les seules informations qu'on possède sur son origine familiale sont qu'il était neveu de Gérard ou Giraud, important abbé de Saint-Wandrille (abbé en 1008-assassiné avec une hache par un de ses moines le 29 novembre 1029 ou 1031), lequel était fils d'hommes libres de la région de Mantes, son père s'appelant Fulbert et sa mère Ailendis. Ces derniers seraient donc aussi les grands-parents de Durand. C'était sûrement une famille d'un rang social élevé : Gérard fit des études à Chartres auprès d'Herbert, un savant moine de Saint-Père-en-Vallée qui était un Juif converti, le suivit quand il fut chargé de relever l'abbaye Saint-Pierre de Lagny, fut lui-même envoyé fonder Saint-Arnoul de Crépy-en-Valois, puis se vit confier Saint-Wandrille par le duc de Normandie Richard II ; il y fut un grand réformateur et le constructeur d'une église abbatiale.
Né à une date indéterminée sans doute située entre 1005 et 1020, Durand devint dès son plus jeune âge moine à Saint-Wandrille, donc très probablement sous l'abbatiat de son oncle Gérard. Dans les années 1030, il fut envoyé à l'abbaye Sainte-Catherine du Mont, nouvellement fondée, pour y suivre les leçons d'Isembert le Teutonique († 1050 ou 1051). Il fut ensuite un temps à l'abbaye de la Trinité de Fécamp, où il fut porte-crosse de l'abbé Jean d'Allie. Il fut désigné par le duc Guillaume le Bâtard comme premier abbé de Saint-Martin de Troarn, lequel établissement fut dédicacé le 13 mai 1059, fête de l'Ascension.
Comme abbé, il fit reconstruire l'église du monastère vers 1082, on ne sait pas pourquoi. Il resta proche du baron Roger II de Montgommery, fondateur de l'établissement ; quand sa femme Mabile de Bellême fut assassinée (un deux décembre, probablement en 1077), elle fut enterrée dans le chœur de l'église de Troarn le 5 décembre suivant et Durand lui composa une épitaphe. Il eut aussi des relations suivies avec le duc Guillaume, qui fit un séjour à Troarn entre 1066 et 1068. En 1081, le nom de Durand figure dans une liste des membres de la cour de justice du duc. Selon Orderic Vital, faisant le bilan de son règne dans les derniers jours avant sa mort, Guillaume citait l'abbé Durand parmi les ecclésiastiques qui lui avaient fait le plus honneur, preuves vivantes du soin désintéressé avec lequel il avait su choisir les dignitaires. 
Durand est surtout connu pour son traité De corpore et sanguine Domini, contra Berengarium et ejus sectatores, qu'il écrivit d'abord en prose vers 1053/54, et qu'il convertit en un poème de 900 vers entre 1055 et 1058. Il y défend, contre Bérenger de Tours, le dogme de la transsubstantiation, en s'appuyant sur le Nouveau Testament, les Pères, et Paschase Radbert. Ce traité est conservé dans un seul manuscrit ancien (BnF lat. 2720). Élève d'Isembert le Teutonique, célèbre pour avoir composé un très populaire office de saint Nicolas, Durand composa lui aussi plusieurs offices liturgiques (sanctorum historiæ). Orderic Vital le qualifie d'« ecclesiastici cantus et divini dogmatis doctor peritissimus ».

## Édition
- Patrologia Latina, vol. 149, col. 1375-1424.